# Englische Cricket-Nationalmannschaft in den West Indies in der Saison 1947/48
Die Tour der englischen Cricket-Nationalmannschaft auf die West Indies in der Saison 1947/48 fand vom 21. Januar bis zum 1. April 1948. Die internationale Cricket-Tour war Bestandteil der Internationalen Cricket-Saison 1947/48 und umfasste vier Tests. Die West Indies gewannen die Serie 2–0.

## Vorgeschichte
Für beide Mannschaften war es die erste Tour der Saison.
Das letzte Aufeinandertreffen der beiden Mannschaften bei einer Tour fand in der Saison 1939 in England statt.

## Stadien
Die folgenden Stadien wurden für die Tour als Austragungsort vorgesehen.
| Stadt         | Land                | Stadion               | Kapazität | Spiele  |
| ------------- | ------------------- | --------------------- | --------- | ------- |
| Bridgetown    | Barbados            | Kensington Oval       | 11.000    | 1. Test |
| Georgetown    | Guyana              | Bourda Cricket Ground | 25.000    | 3. Test |
| Kingston      | Jamaika             | Sabina Park           | 20.000    | 4. Test |
| Port of Spain | Trinidad und Tobago | Queen’s Park Oval     | 25.000    | 2. Test |

## Kaderlisten
Die Mannschaften benannten die folgenden Kader.
| Test | Test |
| West Indies | England |
| --- | --- |
| - John Goddard (K) - Gerry Gomez (K) - George Headley (K) - George Carew - Robert Christiani - Wilf Ferguson - Andy Ganteaume - Berkeley Gaskin - Hines Johnson - Prior Jones - Esmond Kentish - Lance Pierre - Kenneth Rickards - Jeffrey Stollmeyer - John Trim - Clyde Walcott (wk) - Everton Weekes - Foffie Williams - Frank Worrell | - Gubby Allen (K) - Ken Cranston (K) - Dennis Brookes - Harold Butler - Godfrey Evans (wk) - Billy Griffith - Joe Hardstaff - Dick Howorth - Leonard Hutton - Jack Ikin - Jim Laker - Winston Place - Jack Robertson - Gerald Smithson - Maurice Tremlett - Johnny Wardle |

## Tests

### Erster Test in Bridgetown
| 21. – 26. Januar Scorecard | Bridgetown | West Indies 296 (124) & 351-9d (106) | – | England 253 (110.2) & 86-4 (45.6) |
|                            |            | Remis                                |   |                                   |

Die West Indies gewannen den Münzwurf und entschieden sich als Schlagmannschaft zu beginnen.

### Zweiter Test in Port of Spain
| 11. – 16. Februar Scorecard | Port of Spain | England 362 (143.3) & 275 (113.2) | – | West Indies 497 (146) & 72-3 (16.2) |
|                             |               | Remis                             |   |                                     |

England gewann den Münzwurf und entschied sich als Schlagmannschaft zu beginnen.

### Dritter Test in Georgetown
| 3. – 6. März Scorecard | Georgetown | West Indies 297-8d (105.4) & 78-3 (20) | – | England 111 (50.2) & 263 (106.4) (f/o) |
|                        |            | West Indies gewinnt mit 7 Wickets      |   |                                        |

Die West Indies gewannen den Münzwurf und entschieden sich als Schlagmannschaft zu beginnen.

### Vierter Test in Kingston
| 27. März – 1. April Scorecard | Kingston | England 227 (128.5) & 336 (153)    | – | West Indies 490 (146.4) & 76-0 (11) |
|                               |          | West Indies gewinnt mit 10 Wickets |   |                                     |

England gewann den Münzwurf und entschied sich als Schlagmannschaft zu beginnen.

## Statistiken
Die folgenden Cricketstatistiken wurden bei dieser Tour erzielt.
| Tests          | Tests       | Tests   | Tests   | Tests   | Tests   | Tests   | Tests   | Tests   |
| Batting        | Batting     | Batting | Batting | Batting | Batting | Batting | Batting | Batting |
| Spieler        | Mannschaft  | Spiele  | Innings | Runs    | Average | HS      | 100s    | 50s     |
| -------------- | ----------- | ------- | ------- | ------- | ------- | ------- | ------- | ------- |
| Jack Robertson | England     | 4       | 8       | 390     | 55,71   | 133     | 1       | 3       |
| Frank Worrell  | West Indies | 3       | 4       | 294     | 147,00  | 131*    | 1       | 1       |
| Everton Weekes | West Indies | 4       | 6       | 293     | 48,83   | 141     | 1       | 0       |
| Joe Hardstaff  | England     | 3       | 6       | 237     | 39,50   | 98      | 0       | 3       |
| Gerry Gomez    | West Indies | 4       | 6       | 232     | 46,40   | 86      | 0       | 2       |
| Bowling        |             |         |         |         |         |         |         |         |
| Spieler        | Mannschaft  | Spiele  | Overs   | Wickets | Average | BBI     | 5W      | 10W     |
| Wilf Ferguson  | West Indies | 4       | 216.0   | 23      | 24,65   | 6/92    | 3       | 1       |
| Jim Laker      | England     | 4       | 186.4   | 18      | 30,44   | 7/103   | 1       | 0       |
| Dick Howorth   | England     | 4       | 180.0   | 13      | 37,38   | 6/124   | 1       | 0       |
| John Goddard   | West Indies | 4       | 149.5   | 11      | 26,09   | 5/31    | 1       | 0       |
| Hines Johnson  | West Indies | 1       | 65.5    | 10      | 9,60    | 5/41    | 2       | 0       |